# بطولة العالم للدراجات على المضمار 1947
بطولة العالم للدراجات على المضمار 1947 هي الدورة ال44 من بطولة العالم للدراجات على المضمار، أجريت في باريس، فرنسا.

## النتائج النهائية
| المسابقة                              | ذهبية                 | فضية                        | برونزية                   |
| ------------------------------------- | --------------------- | --------------------------- | ------------------------- |
| السرعة الفردية                        | Jef Scherens (BEL)    | Loius Gerardin (FRA)        | Georges Senfftleben (FRA) |
| سباق المطاردة الفردية                 | فاوسطو كوبي (إيطاليا) | أنطونيو بيفيلاكوا (إيطاليا) | هوغو كوبلت (سويسرا)       |
| سباق مطاردة الدراجة النارية للمحترفين | Raoul Lesueur (FRA)   | Jean-Jacques Lamboley (FRA) | يان برونك (دراج) (NED)    |